# Sherman Clark
Sherman Rockwell Clark –conocido como Sherm Clark– (Baltimore, 16 de noviembre de 1899-Annapolis, 8 de noviembre de 1980) fue un deportista estadounidense que compitió en remo como timonel. Participó en los Juegos Olímpicos de Amberes 1920, obteniendo dos medallas, oro en la prueba ocho con timonel y plata en cuatro con timonel.

## Palmarés internacional
| Juegos Olímpicos | Juegos Olímpicos  | Juegos Olímpicos | Juegos Olímpicos   |
| Año              | Lugar             | Medalla          | Prueba             |
| ---------------- | ----------------- | ---------------- | ------------------ |
| 1920             | Amberes (Bélgica) | Medalla de oro   | Ocho con timonel   |
| 1920             | Amberes (Bélgica) | Medalla de plata | Cuatro con timonel |